# Cartaojal
Cartaojal est une ville de la commune d'Antequera situé dans la communauté autonome d'Andalousie, dans la province de Malaga, en Espagne.